# S14 (rechtsextreme Gruppierung)

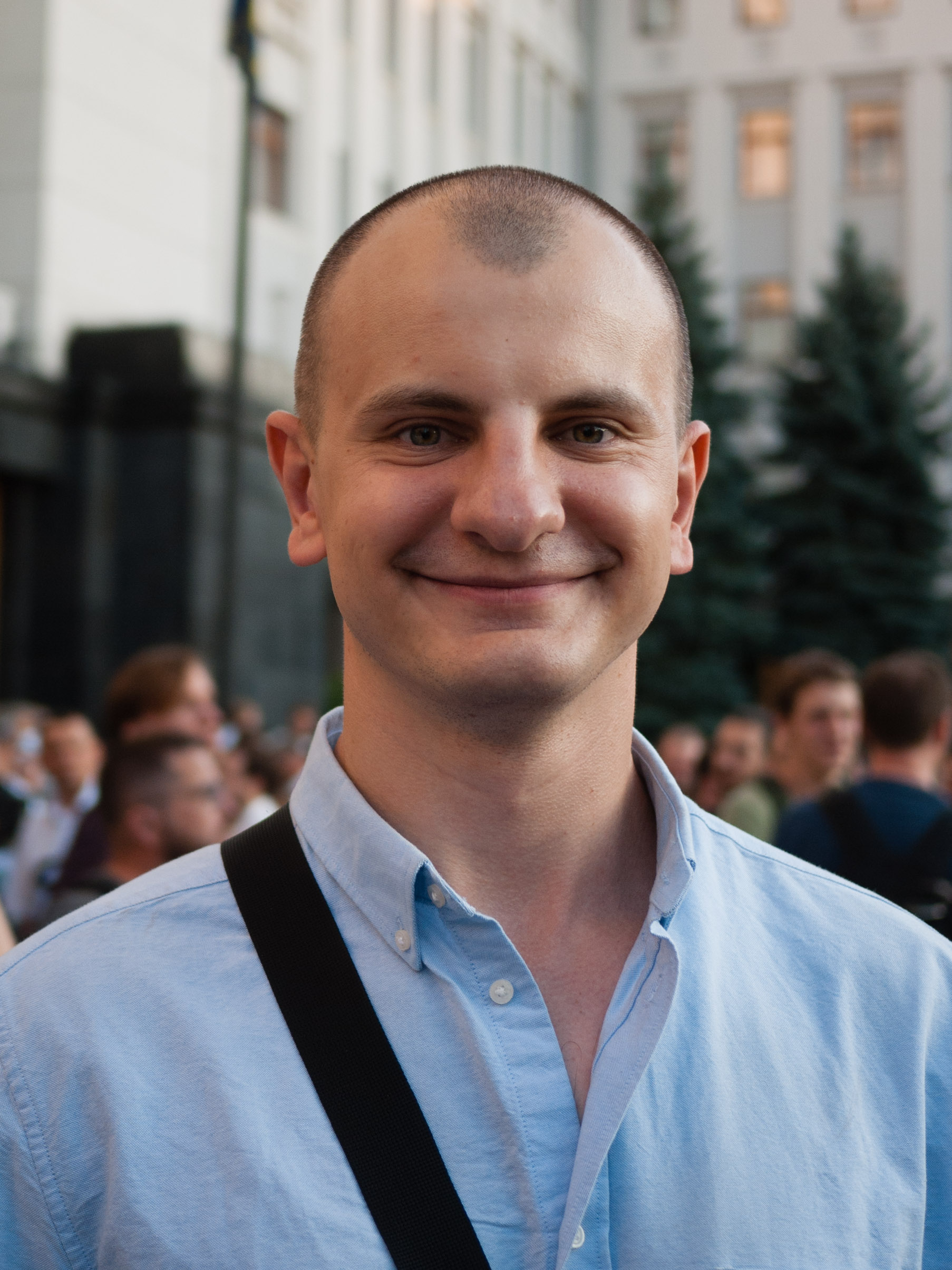
Jewhen Karas

S14 (ukrainisch С14 oder Січ) war eine ukrainische rechtsextreme Organisation. Die in der Hauptstadt Kiew ansässige Vereinigung wurde angeführt von Jewhen Karas. Sie bestand von 2011 bis 2020.

## Name und Symbolik
Die ukrainische Schreibweise von S14 lautet „C14“ und ähnelt dem ukrainischen Wort „Січ“ (deutsch: Sitsch), was im 18. Jahrhundert ein befestigtes Verwaltungszentrum der Kosaken bezeichnete, aber auch als Kürzel für Syla i tschest (deutsch Stärke und Ehre, ukrainisch Сила и честь, wiss. Transliteration Syla y čestʹ) verstanden werden kann.
Die im Namen der Organisation enthaltene Zahl 14 ist eine bekannte Anspielung auf die „Fourteen Words“ („vierzehn Wörter“) des US-amerikanischen Rechtsextremisten David Lane (1938–2007) und wird oft als Zeichen für eine Zugehörigkeit zum Neonazismus angesehen. Vertreter von S14 leugneten hingegen einen derartigen Bezug und beriefen sich bei der Anspielung im Namen auf den 14. Oktober, den Tag der Verteidiger und der Verteidigerinnen der Ukraine, an dem die Organisation gegründet wurde.
S14 wehrte sich zudem gegen die Bezeichnung als „Neonazi-Gruppe“ und verklagte hromadske.tv wegen der Verwendung dieser Bezeichnung in einem Tweet im Mai 2018. Zugleich wurde S14 aber nicht nur die wiederholte Verwendung der Symbolik der rechtsextremen Szene (Keltenkreuz, Schwarze Sonne) nachgewiesen, sondern auch die direkte Zitierung des „Fourteen Words“-Slogans im Jahr 2011 auf einem Flyer einer S14-Sportveranstaltung. Das „C“ (kyrillisches „S“) soll darüber hinaus mutmaßlich auf das englische Wort für Kampf anspielen und somit Bezug zu Combat 18 herstellen. Die 1 wurde teilweise als Tyr-Rune dargestellt. In der Eigendarstellung bevorzugte S14 die Einordnung als „nationalistisch“.

## Geschichte
Die radikale rechtsextreme Organisation wurde offiziell am 14. Oktober 2011 gegründet und hatte viele regionale Zweigstellen. Sie bestand aber mutmaßlich bereits zuvor, galt zunächst als Jugendorganisation der rechtsradikalen Swoboda-Partei und zählte den Angaben der Rosa-Luxemburg-Stiftung zufolge im März 2019 bis zu 350 Aktivisten, wobei sie „treibende Kraft bei rechtsextremer Straßengewalt“ gewesen sei.
In den Jahren 2014 und 2015 trat sie auf Seiten der Euromaidan-Demonstranten auf und versuchte so an Einfluss in der Revolution zu gewinnen. Im Februar 2022 äußerte Karas, dass die Proteste ohne sie erfolglos geblieben und zu einer „Schwulenparade“ geworden wären.
Im April 2015 wurde der ukrainische Journalist Oles Busyna in Kiew erschossen. Wegen dieses Mordes wurden zwei Mitglieder von S14 inhaftiert und drei Jahre später auch vor Gericht gestellt.
Im Dezember 2017 unterzeichnete S14 eine Absichtserklärung mit Behörden der Stadt Kiew, Sicherheitsdienste in Form einer „Bürgerwache“ (lang|uk|Муніципальна варта) durchzuführen.
Am 19. Januar 2018 verhinderten S14-Mitglieder die Abhaltung der traditionellen Gedenkfeier für die in Moskau ermordete Journalistin Anastasia Baburowa und den in Moskau ermordeten Juristen Stanislaw Markelow, weil das Gedenken an die beiden Opfer laut S14 Separatismus gleichkäme. Auch Angriffe auf die „Kyiv Pride“, Menschenrechtsaktivisten, eine Kunstausstellung, ein Filmfest mit Podiumsdiskussion über rechtsextreme Bewegungen sowie auf eine gewerkschaftliche Demonstration werden mit S14-Mitgliedern in Verbindung gebracht.
Zwischen April und Oktober 2018 gab es wiederholt Angriffe von C14-Mitgliedern auf Roma in Kiew und anderen Orten der Ukraine. Bei der letzten dieser Attacken starb ein Mensch in Lwiw.
Im März 2019 wurde S14 durch das Bureau of Democracy, Human Rights, and Labor des US-Außenministeriums als „nationalist Hategroup“ (deutsch: „nationalistische Hassgruppe“) bezeichnet, da sie rechtswidrige Verhaftungen durchführe sowie der Angriffe auf Journalisten und Minderheiten beschuldigt werde.
Im September 2019 wurde verkündet, dass die Organisation in eine politische Partei namens Gesellschaft der Zukunft (Суспільство майбутнього) überführt werde, wobei man Vertreter anderer Organisationen eingliedern werde, die teils bereits Abgeordnete stellen. Hauptziel war es laut Karas, so auch Geldgebern den Beitritt zu ermöglichen und auch auf diesem Weg mehr Gelder einzutreiben. Die Umbenennung erfolgte im März 2020. Man entschied sich allerdings letztendlich dafür, sich in Basis der Zukunft (Основа майбутнього) umzubenennen und als Jugendorganisation der Gesellschaft der Zukunft zu agieren.
Im April 2020 ließ sich der ukrainische Infrastrukturminister Wladyslaw Kryklij von bekannten S14-Mitgliedern einen Bahnhof zeigen, in dem zwei Jahre zuvor einer der S14-Angriffe gegen Roma stattgefunden hatte. Sie erklärten, künftig parallel zur Polizei Streifen durchzuführen und hängten zudem kurz darauf Warnschilder auf, die auf Englisch vor Taschendieben warnten (englisch Beware of pickpockets), aber auf Ukrainisch die rassistische Warnung „Zigeuner könnten Sie ausrauben“ (вас можуть пограбувати Цигани) enthielten.